# Půlnoční mše (seriál)
Půlnoční mše (v anglickém originále Midnight Mass) je americká hororová televizní minisérie, vytvořená a režírovaná Mikem Flanaganem. Premiéru měla celosvětově na platformě Netflix 24. září 2021. Děj se odehrává na izolovaném ostrově Crockett Island, vzdáleném zhruba 50 km od americké pevniny, kde místní obyvatelé zažívají po příchodu tajemného kněze neobvyklé události.
Flanagan projekt plánoval delší dobu a odkazy na něj lze najít v jeho předchozích dílech, konkrétně ve filmu Hush z roku 2016 a v seriálu Dům na kopci (2018).

## Obsazení
- Kate Siegel jako Erin Greene, Rileyho láska z mládí, která je nyní učitelkou v místní škola a čeká dítě.[3][4]
- Zach Gilford jako Riley Flynn, bývalý úspěšný podnikatel, který se vrací do svého rodného města poté, co strávil čtyři roky ve vězení za autonehodu způsobenou pod vlivem alkoholu, která měla za následek smrt mladé ženy.
- Kristin Lehman jako Annie Flynn, Rileyho milujícímatka.
- Samantha Sloyan jako Bev Keane, horlivá členka a vlivná osobnost místní náboženské komunity.
- Igby Rigney jako Warren Flynn, Rileyho dospívající bratr, který vypomáhá jako ministrant v kostele.
- Rahul Kohli jako šerif Omar Hassan, muslim, pro kterého je obtížné zapadnout do převážně křesťanské populace ostrova.
- Annarah Cymone jako Leeza Scarborough, starostova dcera, která je po lovecké nehodě odkázaná na invalidní vozík.
- Annabeth Gish jako doktorka Sarah Gunningová, místní lékařka.
- Alex Essoe jako Mildred Gunning, Sarařina stárnoucí matka trpící demencí.
- Rahul Abburi jako Ali Hassan, šerifův syn a přítel Warrena a Ookera.
- Matt Biedel jako Sturge, ostrovní opravář.
- Michael Trucco jako Wade Scarborough, starosta.
- Crystal Balint jako Dolly Scarborough, Wadeova manželka a Leezina matka.
- Louis Oliver jako Ooker, Warren a Aliho přítel, který také slouží jako ministrant.
- Henry Thomas jako Ed Flynn, Rileyin otec, rybář
- Hamish Linklater jako otec Paul Hill, tajemný nový kněz v kostele svatého Patrika, který přijede, aby dočasně nahradil stárnoucího monsignora Pruitta.